# 8063 Cristinathomas
8063 Cristinathomas è un asteroide della fascia principale. Scoperto nel 1977, presenta un'orbita caratterizzata da un semiasse maggiore pari a 2,9452980 UA e da un'eccentricità di 0,0522895, inclinata di 2,62647° rispetto all'eclittica.